# المحجل (أمانة العاصمة)

تعديل مصدري - تعديل

المحجل هي إحدى قرى مديرية بني الحارث التابعة لمحافظة أمانة العاصمة صنعاء اليمنية، بلغ  تعداد سكانها 1789 نسمة حسب الإحصاء الذي جرى عام 2004.